# Julie d’Aubigny
Mademoiselle de Maupin, właśc. Julie d’Aubigny (ur. 1670 lub 1673, zm. 1707 w Prowansji) – francuska aktorka, śpiewaczka, regularnie brała również udział w pojedynkach.
Jej burzliwe życie stało się przyczyną powstania wielu legend i zainspirowało kilka fikcyjnych powieści biograficznych.

## Życiorys

### Młodość
Mademoiselle de Maupin, z domu Julie d’Aubigny (lub Émilie), była jedyną córką Gastona d’Aubigny, sekretarza Louisa de Lorraine-Guise, hrabiego Armagnac. D’Aubigny urodziła się w 1670 lub prawdopodobnie w 1673 roku. Jej edukacja, zarówno ta przeznaczona dla mężczyzn jak i dla kobiet, pozwoliła jej między innymi nauczyć się szermierki.

### Początki, ucieczka i powrót
Mademoiselle de Maupin zadebiutowała w Operze Paryskiej w 1690 roku rolą Pallasa w Kadmusie i Hermionie Lully’ego.
W wyniku zatargu z porucznikiem paryskiej policji Mademoiselle de Maupin musiała uciekać ze stolicy. Po przybyciu do Marsylii ze swoim kochankiem Séranne, para zaczęła zarabiać na życie pokazami szermierki: mężczyzna kontra kobieta przebrana za mężczyznę.
Według tekstu opublikowanym w Revue Musicale autorstwa Fétisa, aby lepiej zarabiać na swoje życie, para zatrudniła się w Opéra Municipal de Marseille, otwartej w 1685 roku przez kompozytora Pierre’a Gaultiera. Tam Julie d’Aubigny zakochuje się w młodej dziewczynie, którą rodzice, aby chronić jej honor, zdecydowali się umieścić w klasztorze w Awinionie. Mademoiselle de Maupin przedstawia się więc jako nowicjuszka i uwalnia swoją ukochaną; kradnie ciało zmarłej zakonnicy, a następnie podpala celę swojej kochanki. Po trzech miesiącach wspólnej podróży, Julie d’Aubigny wraca do Paryża sama.
Tam jej niski głos pozwolił jej rozpocząć świetlaną karierę w Operze. Jej liczne pojedynki, często krwawe, trafiały na pierwsze strony gazet, co zmusiło d’Aubigny do opuszczenia Paryża, by zostać na jakiś czas zapomnianą przez opinię publiczną. Mówi się, że przebywała ona w Brukseli od wiosny 1692 do początku następnego roku utrzymywana przez elektora Bawarii Maksymiliana Emanuela.
Mademoiselle de Maupin śpiewała w Brukseli w Opéra du Quai au Foin od listopada 1697 do lipca 1698 roku. Występowała tam głównie w operach Lully’ego i Quinaulta: Amadis, Armidzie i Thésée.

### Rozkwit kariery
d’Aubigny wraca następnie do Paryża i zastępuje w Operze Marie Le Rochois, która odeszła na emeryturę. Od końca 1698 aż do 1705 roku Mademoiselle de Maupin śpiewała w wznowieniach tragedii lirycznych Lully’ego oraz w nowych operach Collasse'a, Destouchesa i Campry. Ten ostatni napisał dla niej partię Kloryndy w Tankredzie (1702), którą tradycyjnie uważa się za pierwszą solową partię na niski głos kobiecy (kontralt) w historii opery francuskiej, chociaż nigdy nie schodzi ona poniżej D3 i jest zapisana w 1 kluczu sopranowym. Mademoiselle de Maupin pojawiła się na scenie po raz ostatni w spektaklu La Vénitienne autorstwa Michela de La Barre’a (1705).

### Śmierć
Mademoiselle de Maupin porzuciła operę, by wycofać się z życia publicznego i udać się do klasztoru, gdzie zmarła w 1707 roku w wieku 35 lat.

## Upamiętnienie w kulturze

### Filmy
- Mademoiselle de Maupin, reżyseria Mauro Bolognini, 1966, w rolach głównych Catherine Spaak i Robert Hossein.
- Julie, chevalier de Maupin, film telewizyjny wyreżyserowany przez Charlotte Brandtström w 2004 roku, w rolach głównych Sarah Biasini, Pietro Sermonti i Pierre Arditi.

### Powieści i komiksy
- Théophile Gautier, Panna de Maupin, tłum. Tadeusz Boy-Żeleński, Księgarnia J. Czerneckiego, Warszawa-Kraków,1918 (oryginalne wydanie: Renduel, 1835-1836, 2 tomy. w -8°).
- Anne-France Dautheville, Julie, chevalier de Maupin, J. -C. Lattès, 1995.
- Jean-Laurent Del Socorro, Une pour toutes, L'Ecole des Loisirs, 2022,ISBN 978-2-211-31756-6.
- Dominique Monféry, Une pour toutes, Rue de Sèvres, 2024 ISBN 978-2-8102-0701-5 (komiks, adaptacja powieści Jean-Laurenta Del Soccorro).